# Adriano Issel
Adriano Issel (Genova, 26 settembre 1862 – Amba Alagi, 7 dicembre 1895) è stato un militare italiano.

## Biografia
Nato a Genova da una famiglia ebraica frequentò la Scuola militare di Modena, conseguendo nel 1884 il grado di sottotenente del Regio Esercito.
Promosso due anni dopo tenente partì per l'Africa nel 1887, prendendo parte alle guerre che condussero alla nascita della Colonia Eritrea. Sotto il comando di Gustavo Fara si distinse nella prima battaglia di Agordat, che gli valse la medaglia d'argento al valor militare. Rientrato in Italia nel 1892 conseguì il grado di capitano.
Partì nuovamente per l'Eritrea nel 1895. Alla guida di una compagnia di ascari, inquadrati nel IV battaglione di fanteria indigena, prese parte alla disastrosa battaglia dell'Amba Alagi, dove perse la vita. Per il valore dimostrato nel combattimento contro le soverchianti forze etiopi venne conferita postuma una seconda medaglia d'argento.